# Sint-Jacob-op-Koudenberg
De Sint-Jacob-op-Koudenberg is een kerk op de Koudenberg aan het Koningsplein in Brussel. De kerk ligt te midden van het geheel van het Hotel Coudenberg. De kerk dient als kathedraal van het Belgisch militair ordinariaat.

## Bouwgeschiedenis

### Het oorspronkelijke gebedshuis
De hertog van Brabant liet aan het begin van de 12de eeuw een gebedshuis oprichten aan de weg die Brussel van oost naar west doorkruiste.
Het is mogelijk dat dit gebedshuis oorspronkelijk de hofkapel was, van het eerste kasteel dat omstreeks 1100 door de graven van Leuven gebouwd werd op de Koudenberg, de hoogste heuvel van de linkeroever van de Zenne.
Ook is het mogelijk dat de Sint-Jacobskerk verbonden was aan een hospitaal voor pelgrims, dat gelegen was in de buurt van het hoger genoemde kasteel. Dit zou verklaren waarom Sint-Jacob als patroonheilige werd gekozen.
Het bestaan van de kerk werd reeds beschreven in de 12de eeuw; de namen van de bedienaars zijn bekend vanaf het jaar 1121.

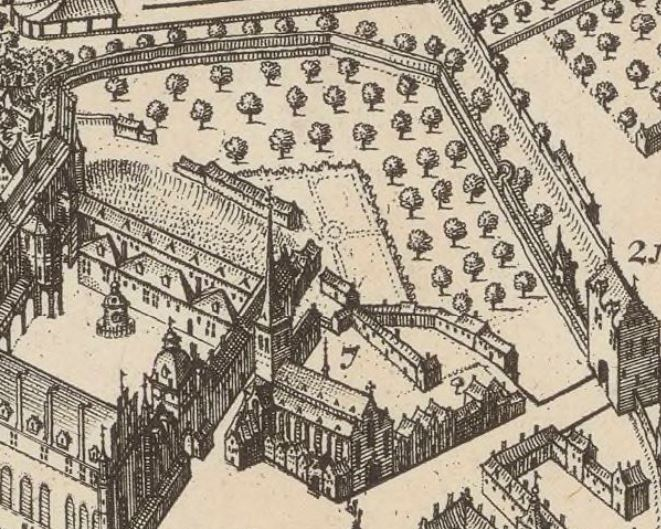
Voormalige kerk en klooster, tussen het Koudenbergpaleis en de Koudenbergpoort

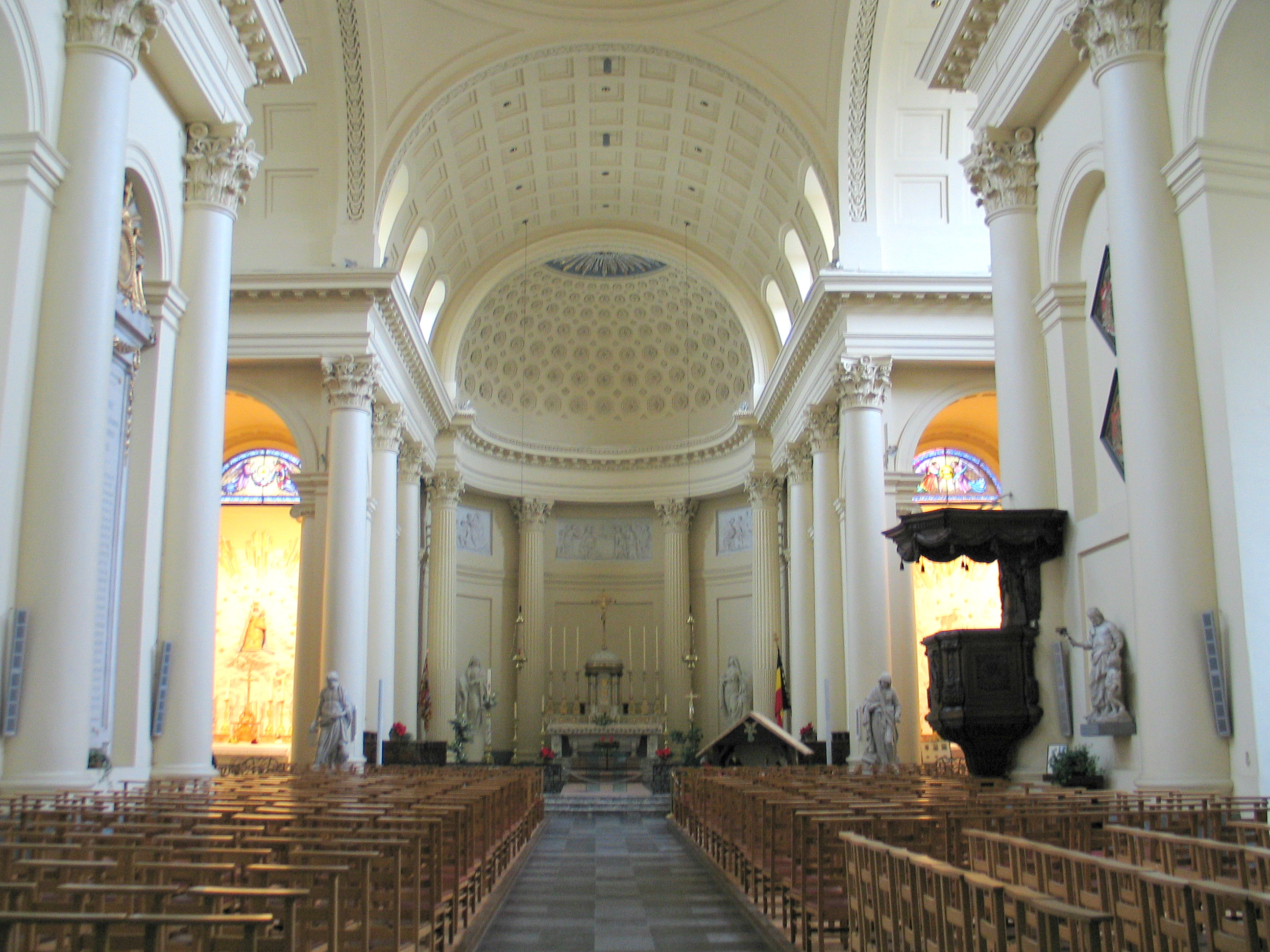
Het interieur van de kerk

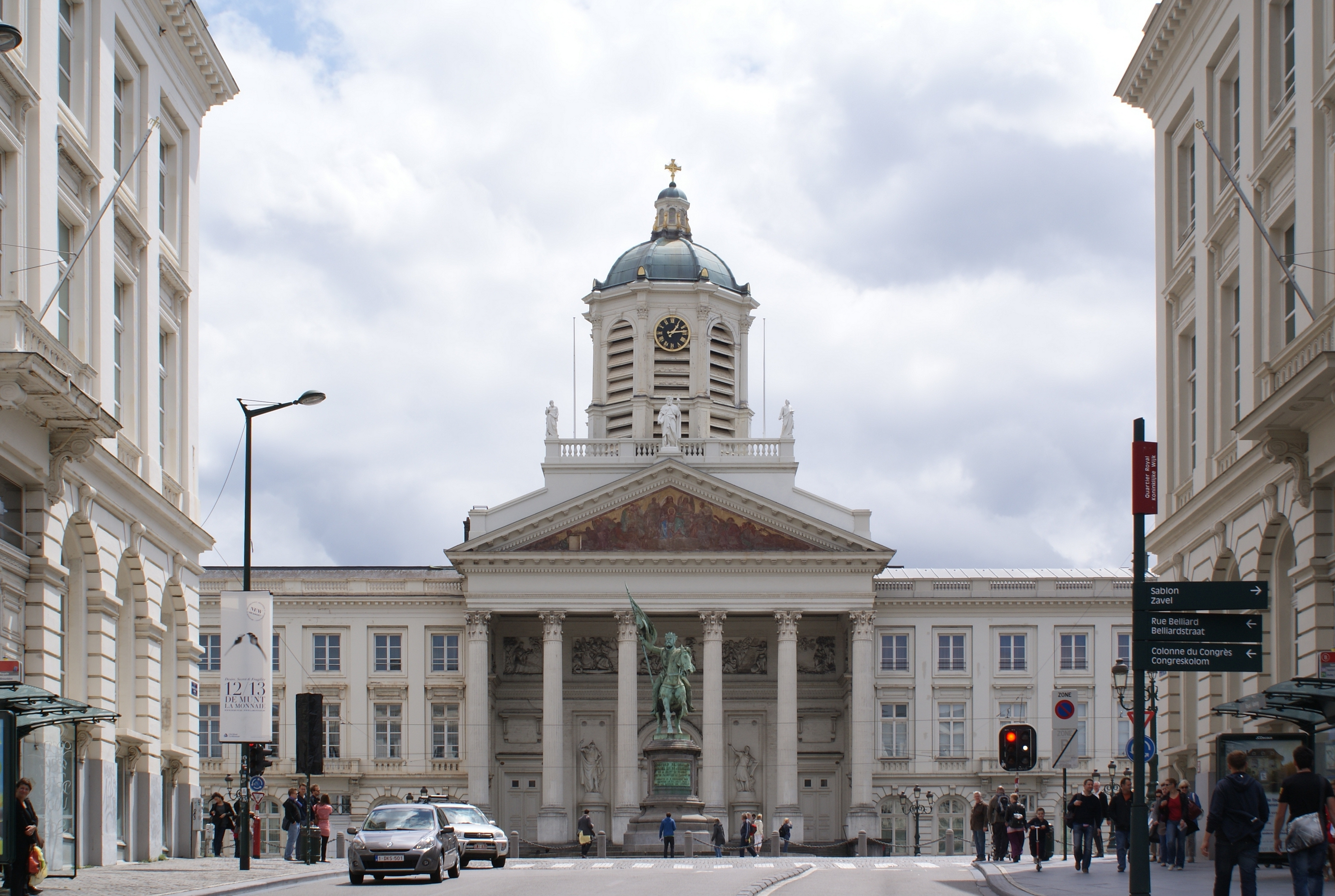
De kerk en de toegang tot het Koningsplein

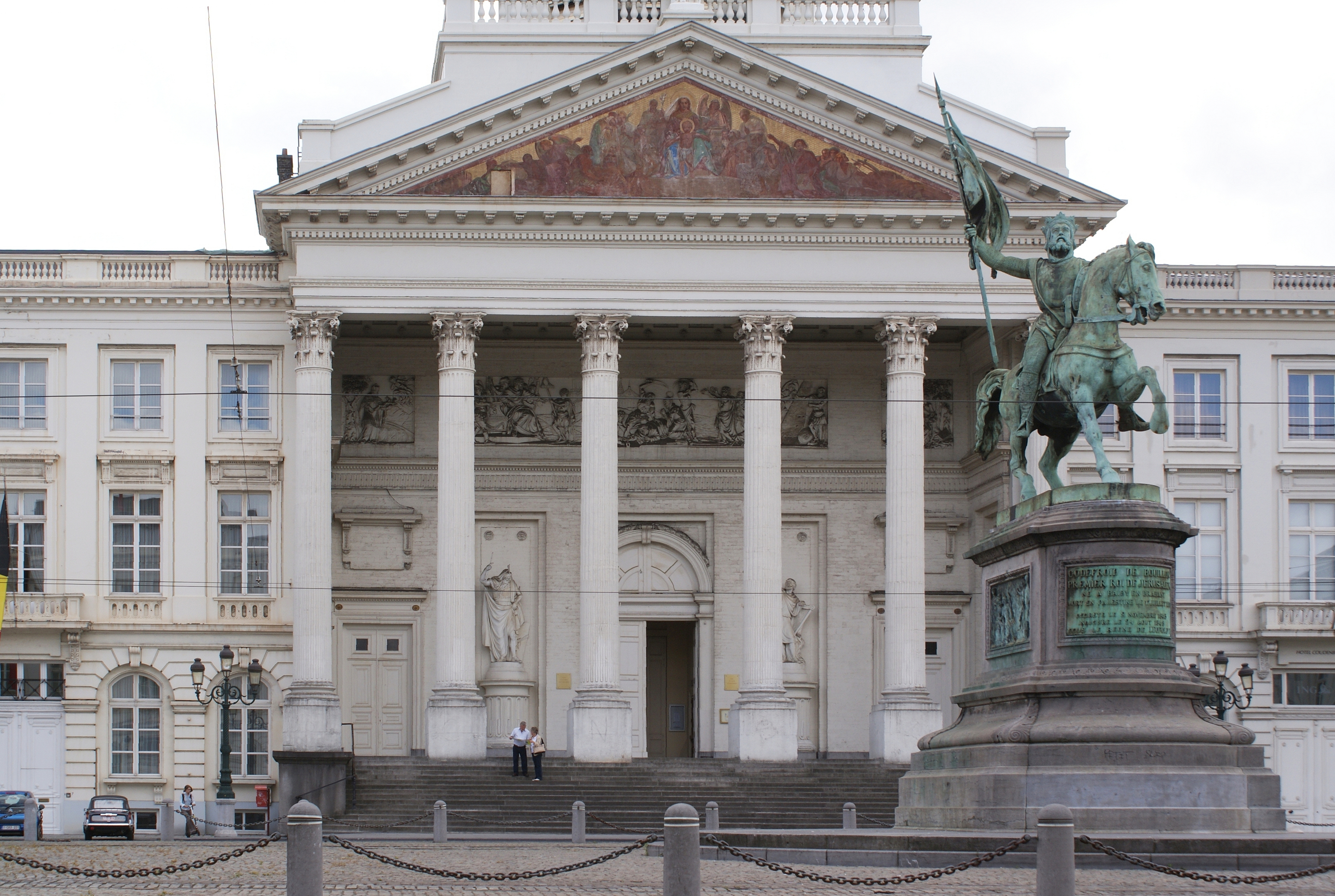
De voorgevel en het standbeeld van Godfried van Bouillon

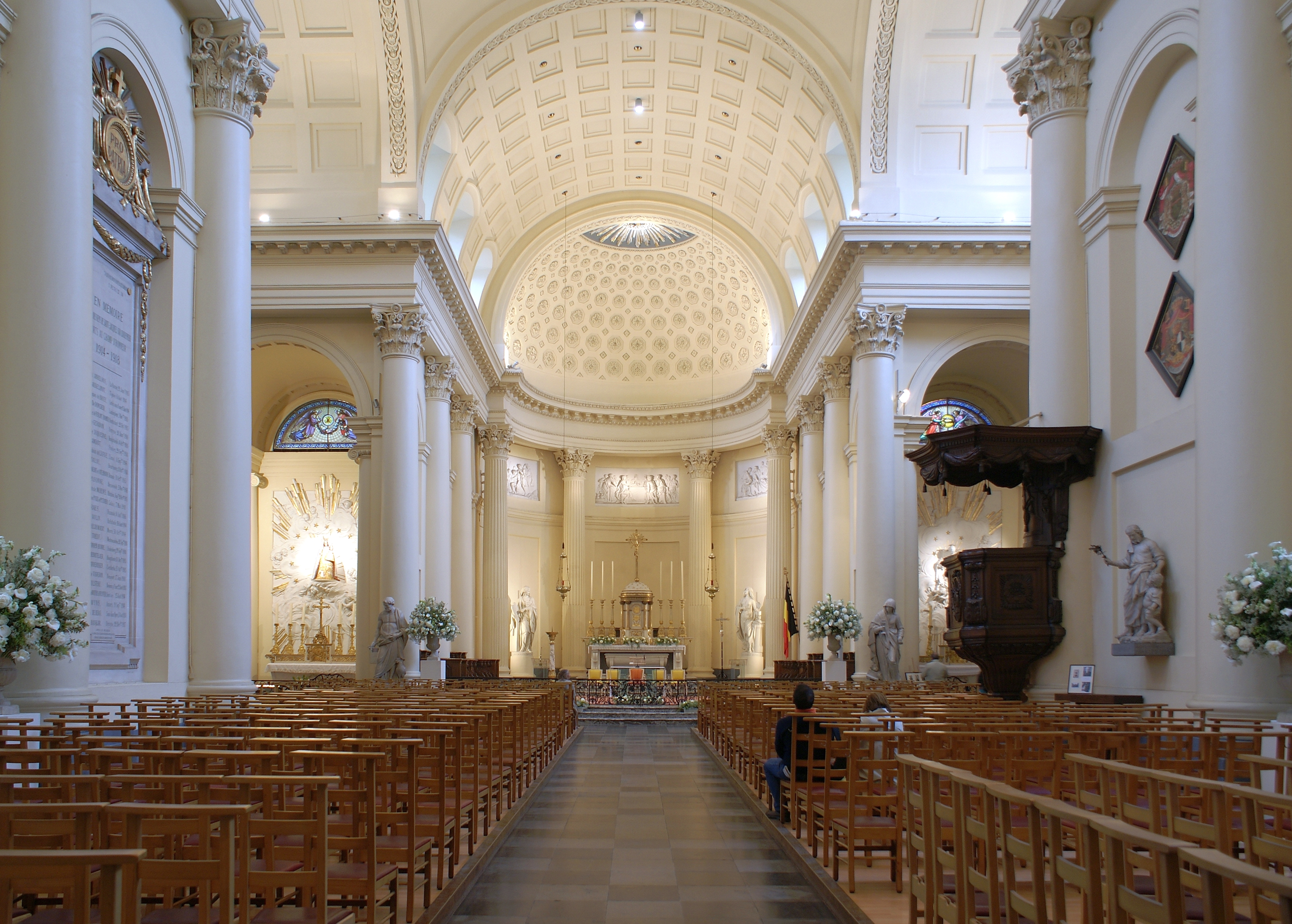
De middenbeuk en het koor

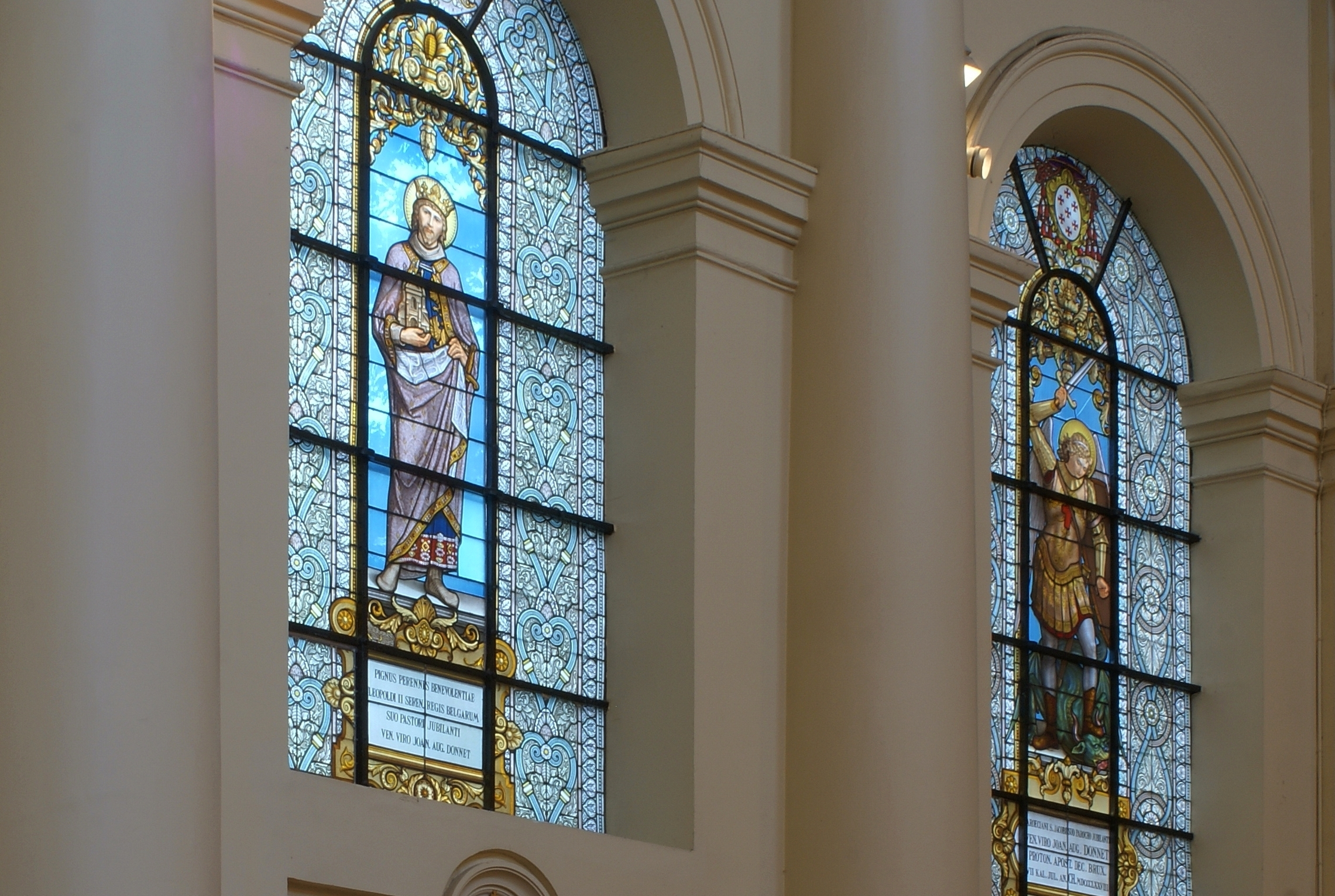
Glasramen

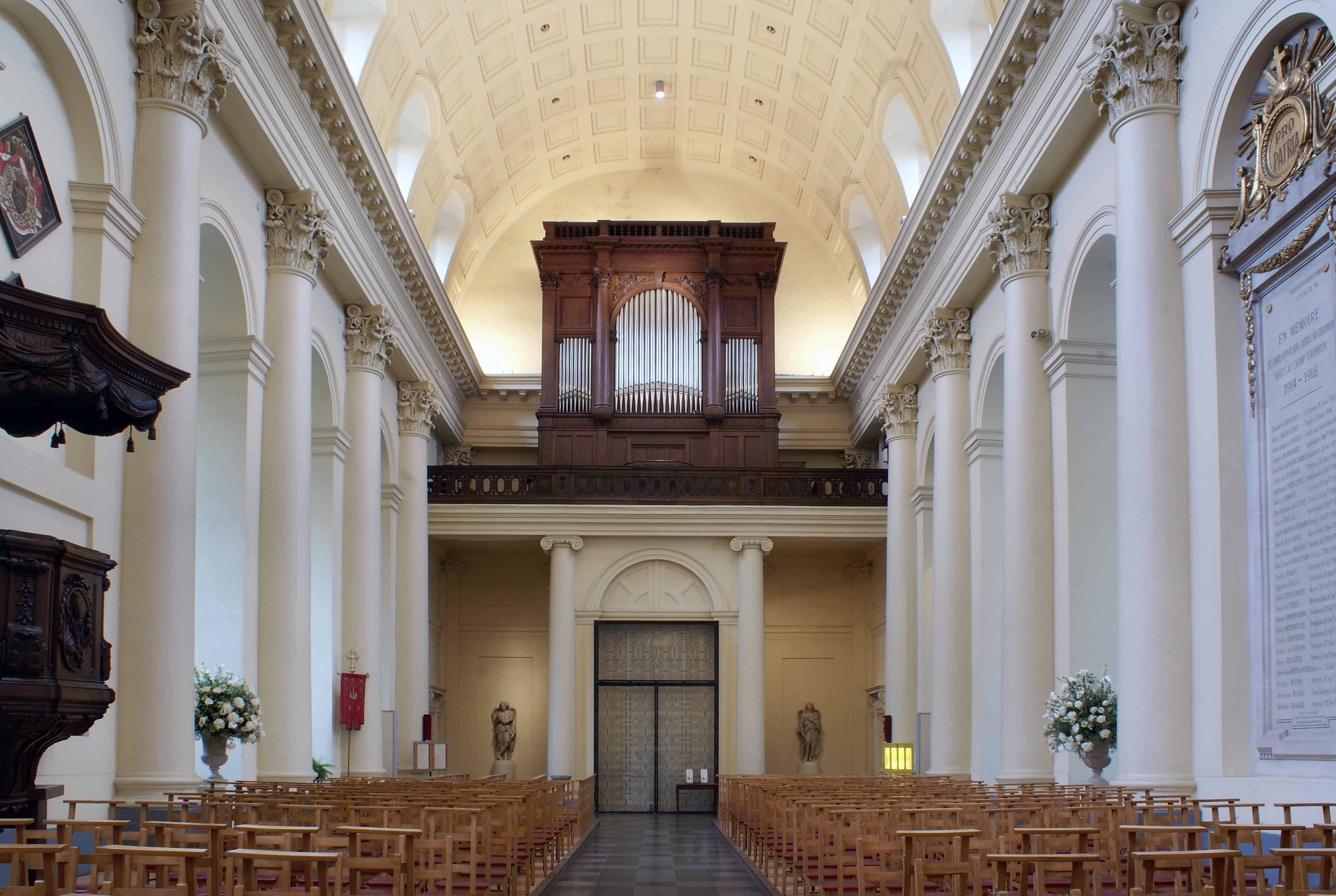
Ingewerkte Korinthische zuilen, middenbeuk en het orgel

De parochie van Sint-Jacob de Oudere is de derde te Brussel gekende parochie, na Sint-Gorik (Sint-Gaugericus) (verdwenen ingevolge de Franse Revolutie) en Sint-Michaël (de latere kathedraal van Sint-Michiel en Sint-Goedele).
In 1162 werd het gebouw samen met het hospitaal aan de Orde van de Tempeliers overgedragen.
Op het einde van de 12de eeuw breidde de stad Brussel uit en na de bouw van de tweede stadswal (vanaf 1356 tot 1383) bevond Sint-Jacob zich samen met de twee andere parochies van het hooggelegen stadsdeel (Sint-Michiel en Kapellekerk) binnen de stadsmuren. Hierdoor won Koudenberg aan belang.
Door nalatenschap en erfrecht ging het hertogdom Brabant in 1430 over naar de kroon van de hertogen van Bourgondië.
Filips de Goede (1396-1467) vergrootte en verfraaide het paleis op Koudenberg, onder meer door een prestigieuze ontvangstzaal te bouwen waarin de Staten-Generaal der Bourgondische Nederlanden werden gehouden.
Maria van Bourgondië werd in het gebedshuis op Koudenberg in 1457 gedoopt en in 1465 vond er de begrafenisplechtigheid van Isabella van Bourbon plaats.
Ter herinnering aan zijn ouders bouwde keizer Karel V (1500-1558) achter het Aula Magna een gotische kapel. Deze zou verdwenen zijn gedurende uitbreidingswerken.
In 1579 werd het gebedshuis op Koudenberg beschadigd ingevolge de gewelddadigheden tijdens de Beeldenstorm.
De aanvang van de 17de eeuw was voor Koudenberg de meest glorierijke periode. Zo werd het gebedshuis in 1618 verheven tot parochiekerk.
In hun functie van staatshoofd van de Spaanse Nederlanden verfraaiden de aartshertogen Albrecht (1559-1621) en Isabella (1566-1633) hun hof in het imposante aartshertogelijk kasteel op Koudenberg. Talrijke kunstenaars leveren hiertoe een bijdrage.
In zijn overlijdensjaar liet Ferdinand van Spanje (1609-1641) (bijgenaamd kardinaal-infant) het beeld van de Zoete Lieve Vrouw van ‘s-Hertogenbosch in de kerk plaatsen. Dit beeld wordt nog steeds vereerd als "Moeder van zachtmoedigheid".
Ongeveer een eeuw later, tijdens de nacht van 3 februari 1731, vernielde een brand het kasteel: slechts de ruïnes bleven over. Alléén de kapel ontsnapte aan het onheil. Als gevolg daarvan vestigde het hof zich elders en de ruïnes werden bij gebrek aan geldelijke middelen gedurende zowat veertig jaar aan hun lot overgelaten.
Deze van oorsprong gotische middeleeuwse kasteelkerk die in 1731 herschikt werd als abdijkerk en waarvan de gevel naar de Naamsestraat was gekeerd, leed schade tijdens een brand in 1743. Ze werd een aantal jaren later gesloopt op bevel van Karel van Lotharingen (1712-1780). Deze laatste ontwikkelde op dat ogenblik immers een neoclassicistische omgeving voor het Koningsplein.

### Het huidige gebouw
Het geheel van negen gebouwen op het Koningsplein -waarvan er twee aan weerszijden van de kerk zijn aangebouwd- werd getekend door de architect Jean-Benoît-Vincent Barré (1775) met lichte wijzigingen door architect Barnabé Guimard.
De huidige kerk werd ontworpen met een gevel die het uitzicht had van een naar het Koningsplein toegekeerd Romeins peristylium.
De eerste steen werd op maandag 12 februari 1776 plechtig gelegd door Karel van Lotharingen. De werken aan het kerkgebouw zelf duurden elf jaar (1776-1787). Het portiek was reeds in 1780 voltooid. Twee grote standbeelden zijn opgesteld naast de deur: een David van François-Joseph Janssens en een Mozes van Jean Philippe Augustin Ollivier. Die laatste maakte ook de bas-reliëfs erboven, met onder meer de Marteldood van Jacob. Het fronton is beschilderd door Jan Portaels (Onze-Lieve-Vrouw Troosteres der Verdrukten, 1851). Op een balustrade erboven bevinden zich drie standbeelden van Égide Mélot: in het midden Jacobus de Meerdere, geflankeerd door zijn medeapostelen Andreas en Johannes.
Het huidige sobere maar gelijktijdig statige neoclassicistische schip, de kruisbeuk, het koor, de Korinthische zuilen en de sacristie werden in 1785 en 1786 gebouwd onder toezicht van de Belgisch-Oostenrijkse architect Louis Montoyer (1749-1811).
Deze kerk, gebouwd in lijn met de Hofberg, werd in 1787 in gebruik genomen.
Na de wijding op maandag 29 oktober 1787 kreeg het gebouw zijn vroegere functie van parochie- en abdijkerk weer. Om die reden werd in het koor aan beide zijden een koorgestoelte voor de monniken geplaatst.
Maar gedurende de Franse Revolutie werd de abdij verboden en de kerk werd benut als een 'Tempel der Rede' en later als 'Tempel van de Wet'. De David ging toen door voor Lycurgus en de Mozes voor Solon van Athene. Het gebouw werd terug vrijgegeven voor de katholieke gebedsdienst in 1802.
Op donderdag, 21 juli 1831 legde prins Leopold van Saksen-Coburg op de portaaltrappen de grondwettelijke eed af als eerste vorst van België.
De Vlaamse architect Tieleman Franciscus Suys ontwierp de achthoekige houten klokkentoren uit 1849. In die periode werden ook de twee zijbeuken toegevoegd.
Het kerkhof is rechtstreeks met het Koninklijk Paleis verbonden.
De Sint-Jacobskerk -hoofdkerk van het diocees bij de Belgische Krijgsmacht- is thans de parochiekerk van het Koninklijk Paleis.
In het koor bevindt zich een koninklijke loge die een rechtstreekse toegang geeft tot de tuin van het Koninklijk Paleis.
In de kerk bevinden zich enkele merkwaardige beeldhouwwerken en glasramen, en bovendien schilderijen van Jan Portaels (19de eeuw).

### Belangrijke gebeurtenissen in het recente verleden
In en aan deze kerk vonden talrijke belangrijke plechtigheden plaats:
- grondwettelijke eed van koning Leopold I van België (21 juli 1831)
- rouwdienst voor prins Filips van België († 1905), vader van de latere koning Albert I
- rouwdienst voor Maria van Hohenzollern-Sigmaringen († 1912), moeder van koning Albert I
- doopsel van prins Leopold, de latere koning Leopold III van België (° 1901, doopsel 7 juni 1902), eerste zoon van koning Albert I
- doopsel van prins Karel van België (° 1903), tweede zoon van Albert I
- doopsel van prinses Marie José van België (° 1906), enige dochter van Albert I
- doopsel van prins Boudewijn, later koning Boudewijn I van België (doopsel 11 oktober 1930)
- doopsel van prins Albert, later koning Albert II van België (doopsel op 28 juni 1934),
- doopsel van prins Filip, later koning Filip van België, oudste zoon van Albert I) (° 1960, doopsel op 17 mei 1960),
- doopsel van prinses Astrid van België, dochter van Albert II (° 1962, doopsel op 21 juni 1962),
- rouwdienst voor prins Karel van België († 1983),
- rouwdienst voor koning Leopold III van België († 1983),
- op 7 augustus 1993, mis ter ere van de overleden koning Boudewijn I van België († 31 juli 1993).

### Het interieur
Het interieur, ontworpen door Louis Montoyer, geeft een zeer ruime en lichte indruk. Zeer opvallend zijn de Korinthische zuilen.
Het altaar (in Romeinse stijl), in het koor, is vervaardigd uit wit marmer. Het tabernakel is herkomstig uit de Cisterciënzerabdij van Cambron-Casteau (Henegouwen).
Hoog boven het altaar, in de apsis, ziet men bas-reliëfs die de geboorte van Christus, het Laatste Avondmaal en de Graflegging voorstellen.
Links van het altaar ziet men een wit beeld dat het Oude Testament voorstelt, rechts het Nieuwe Testament. Aan beide werd vorm gegeven door de beeldhouwer Godecharle.
Aan de scheiding tussen het zijaltaar en het hoofdaltaar staat links een wit marmeren beeld dat de heilige Petrus voorstelt; aan de rechterkant staat een sculptuur dat de Religie afbeeldt. Deze werken zijn gebeeldhouwd door Adrien Anrion, uit Nijvel.
Boven het altaar van de linkerzijbeuk staat het beeld van OLV-Toevlucht der zondaars. In de rechterzijbeuk bemerkt men het altaar van de heilige Johannes Nepomucenus (14de eeuw), de martelaar en beschermheilige van het biechtgeheim. Nabij dit altaar ziet men links en rechts de obiïten van Leopold I van België, Leopold II van België, Albert I van België, Leopold III van België, Karel van België en van Boudewijn I van België.
In de viering treft men rechts een communiebank aan die dateert van 1859. Zij werd geschonken door de toenmalige pastoor van St-Jacob-op-Koudenberg: monseigneur Donnet, apostolisch protonotarius. Hij leidde de kerk van 1853 tot 1878. Ingevolge de liturgische hervormingen van het Tweede Vaticaans Concilie werd deze communiebank in 1972 van het koor verplaatst naar de viering.
Boven deze communiebank zie men een schilderij "Venite ad me" (1886) van de Brusselse schilder-oriëntalist Jan Frans Portaels (1818-1895).
Aan de overkant ziet men een ander werk van hem: "Consumatum est" uit 1885.
In de middenbeuk ziet men een opmerkelijke nomenclatuur van de parochianen die tijdens de Eerste Wereldoorlog het leven lieten voor het vaderland.
Er tegenover staat de preekstoel gebouwd door J. Van Meeuwen (1793). Vlak bij dit meesterwerk staat een sculptuur van Sint-Jozef met het Kind Jezus, in 1746 gebeeldhouwd door Laurent Delvaux (1696-1778). Daarboven hangen de obiïten van Filips van België en zijn echtgenote Maria van Hohenzollern-Sigmaringen die de ouders waren van wijlen koning Albert I.
Eveneens in de middenbeuk ziet men een gepolychromeerd houten beeld van de hand van Ch. Vleminck (1888) dat de heilige Jacobus voorstelt.
Het orgel dateert uit 1883-1884 en werd geconstrueerd door de befaamde orgelbouwer Pierre Schyven (1827-1916). Enkele delen van de kast zijn herkomstig van een ouder kunstwerk, in de 18de eeuw ontworpen door Koenraad van Eyck.
De kruisweg, opgehangen in de zijbeuken, bestaat uit bas-reliëfs, vervaardigd door Jan Geefs (1825-1860).

## Externe links

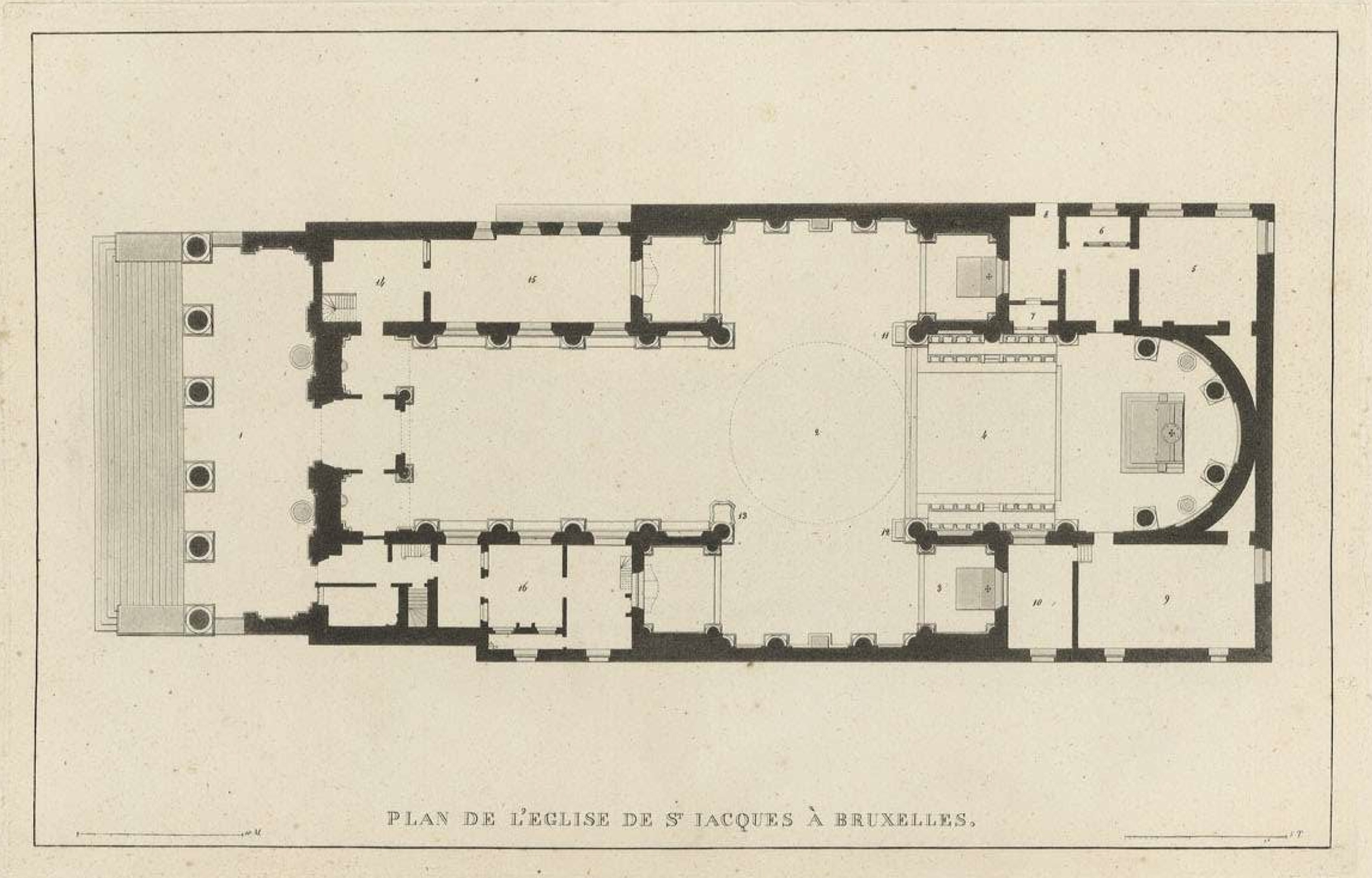
Grondplan, uit Pierre-Jacques Goetghebuer (1827): Choix des monuments.
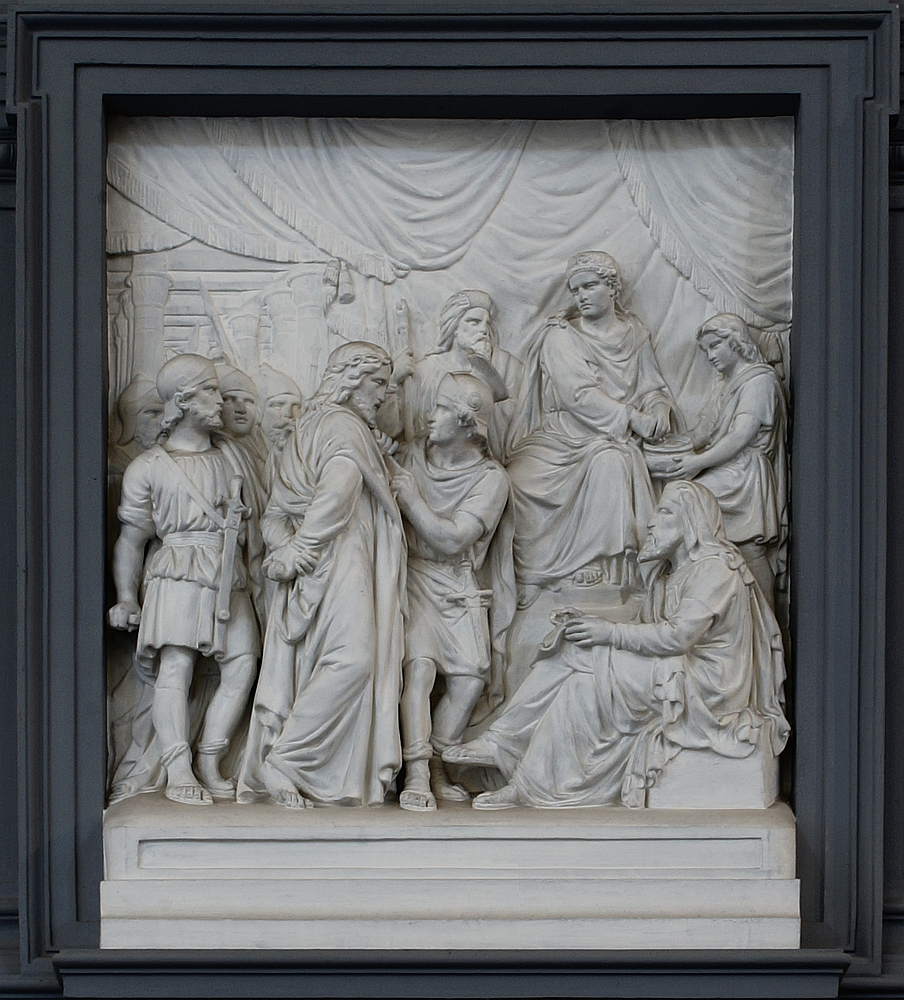
Kruisweg gemaakt door Jan Geefs (Detail: 1-ste statie).
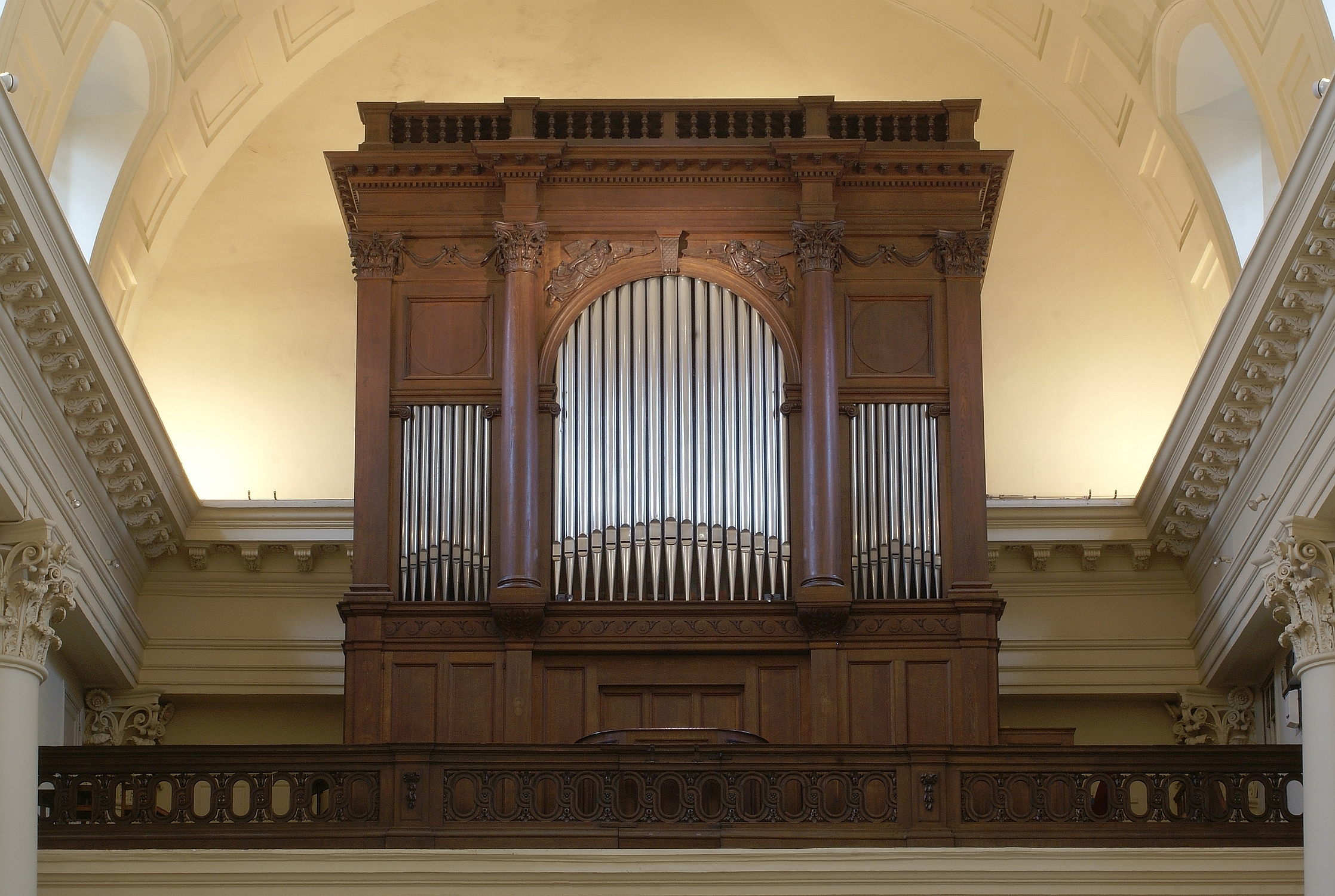
Orgel geconstrueerd door Pierre Schyven.